# Arvid Andersson (tyngdlyftare)
För andra personer med samma namn, se Arvid Andersson. För andra Starke Arvid, se Starke Arvid.

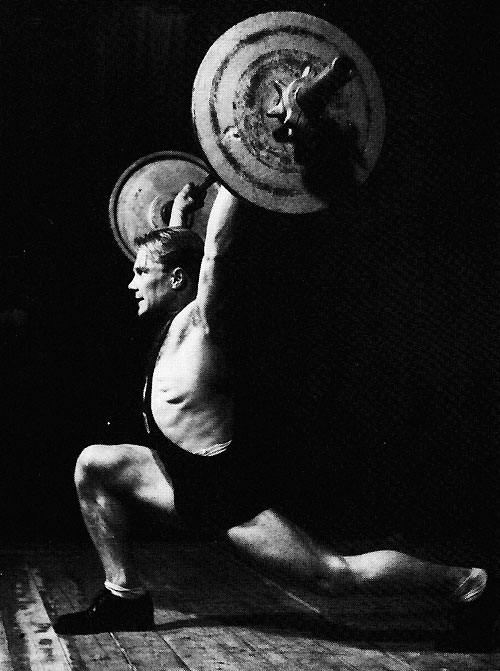
Arvid Andersson

Olov Arvid Andersson, kallad "Starke Arvid", född 19 maj 1919 i Bäckebron, Värmland, död 20 september 2011 i Kristinehamn, var en svensk världsmästare i tyngdlyftning. 
Andersson var brandman och bodde i Kristinehamn större delen av sitt liv.

## Karriär
Vid världsmästerskapen i tyngdlyftning i Paris den 18 oktober 1946 avgjordes klass 60 kg, fjädervikt. Arvid Andersson fick kliva högst upp på prispallen och ta emot guldmedaljen. Hans resultat blev 90 kg (press), 100 kg (ryck), 130 kg (stöt) och 320 kg sammanlagt. Segermarginalen till tvåan var endast 2,5 kg. 
Senare samma år belönades Andersson med Svenska Dagbladets guldmedalj. Han är den enda tyngdlyftaren som tilldelats Bragdguldet.
Han blev svensk mästare tio gånger och hade vidare sex NM-guld, tre EM-guld, ett VM-guld samt ett VM-brons som sina främsta meriter.

## Meriter och utmärkelser

### Tävlingsmeriter
- VM 1946, guld (fjädervikt)
- VM 1949, brons (lättvikt)
- EM 1946, guld
- EM 1947, guld
- EM 1949, guld
- Nordisk mästare: sex gånger
- Svensk mästare: tio gånger
- Svenska rekord: 21 stycken

### Utmärkelser
- Svenska Dagbladets guldmedalj 1946
- Stor Grabb nr 16, 1946
- NTF:s hedersmedalj, 2:a graden, 1959
- STF:s förtjänstmedalj i guld, 1947